# Nycticorax caledonicus
La nitticora rossiccia (Nycticorax caledonicus J.F.Gmelin, 1789) è un uccello appartenente alla famiglia degli Ardeidi.

## Distribuzione
La Nycticorax caledonicus vive prevalentemente nella zona dell'Oceano Pacifico Meridionale; è presente in Australia, Filippine, Indonesia, Isole Salomone, Isole Caroline (Micronesia), Nuova Caledonia, Palau e Papua Nuova Guinea.
La sottospecie N. c. crassirostris era endemica nelle Isole Bonin (Giappone), ma è estinta dalla fine del XIX secolo.